# جایزه ادبی میدانگ
جایزه ادبی میدانگ (Midang Literary Award) (هانگول: 미당문학상) در ژوئن ۲۰۰۱ توسط JoongAng Ilbo برای گرامیداشت دستاوردهای ادبی Seo Jeong-ju تأسیس شد. ("میدانگ" نام مستعار سئو جونگ جو است).
در سال ۲۰۰۱ با برنده جایزه ادبی هوانگ سون در بخش رمان تأسیس شد. مبلغ جایزه ۳۰ میلیون وون است.

## برندگان
| سال  | شاعر           | اثر                                                          |
| ---- | -------------- | ------------------------------------------------------------ |
| ۲۰۰۱ | چونگ هیون جونگ | 견딜 수 없네 من نمی‌توانم آن را تحمل کنم                      |
| ۲۰۰۲ | هوانگ تانگ-گیو | 탁족(濯足) یک شستشوی پا                                      |
| ۲۰۰۳ | چوی سونگو      | 텔레비전 تلویزیون                                            |
| ۲۰۰۴ | کیم کی تاک     | 어떻게 기억해냈을까 او چگونه به یاد آورد؟                    |
| ۲۰۰۵ | ماه تاجون      | 누가 울고 간다 یکی میره گریه میکنه                           |
| ۲۰۰۶ | کیم هیسون      | 모래 여자 زن شنی                                             |
| ۲۰۰۷ | ماه این سو     | 식당의자 صندلی غذاخوری                                       |
| ۲۰۰۸ | آهنگ Chanho    | 가을 سقوط                                                    |
| ۲۰۰۹ | کیم ایون       | 기하학적인 삶 یک زندگی هندسی                                 |
| ۲۰۱۰ | جانگ سوکنام    | 가을 저녁의 말 گفتگوی عصر پاییزی                             |
| ۲۰۱۱ | لی یونگ کوانگ  | 저녁은 모든 희망을                                           |
| ۲۰۱۲ | کوون هیوک-ونگ  | 봄밤 شب بهار                                                 |
| ۲۰۱۳ | هوانگ بیونگسنگ | 내일은 프로                                                  |
| ۲۰۱۴ | راهیدوک        | 심장을 켜는 사람 یک بازیکن قلب                               |
| ۲۰۱۵ | چوی جونگری     | 개천은 용의 홈타운 نهر زادگاه اژدها است                      |
| ۲۰۱۶ | کیم هانگ سوک   | 유리의 존재 وجود شیشه                                        |
| ۲۰۱۷ | پارک سنگسون    | 무궁무진한 떨림, 무궁무진한 포옹 لرزش بی‌نهایت و آغوش بی‌نهایت |